# Charles Gounod
Charles François Gounod (Parijs, 17 juni 1818 - Saint-Cloud, 18 oktober 1893) was een Franse componist. De biografie van Charles Gounod wordt gekenmerkt door alle karakteristieke kunstenaarsallures. Zijn gemoedstoestanden wisselen tussen ambitie en moedeloosheid, rusteloze werkzaamheid en crisis, beminnelijkheid en twistziek gedrag, huwelijkstrouw en geneigdheid tot buitenechtelijke affaires. In zijn jeugd droomde hij ervan priester te worden en in kloosterlijke afzondering te leven. Hij noemde zichzelf een bepaalde tijd abbé en droeg een soutane.

## Levensloop

### Jeugd en opleiding
Gounod werd in Parijs geboren op nr. 11 van de place St-André des Arts, als tweede zoon van een kunstenaars-echtpaar: zijn vader François-Louis Gounod (1758-1823) was een kunstschilder en zijn moeder Victoire Lemachois (1780-1858) een bekwaam pianiste.
Gounod kreeg zijn basisopleiding aan het lyceum Saint-Louis, waar hij in 1835 zijn diploma behaalde. Van zijn moeder kreeg hij zijn eerste pianolessen. Hij studeerde eerst privé bij Antonín Rejcha en vanaf 1836 aan het Conservatoire national supérieur de musique van Parijs bij onder andere Jacques Fromental Halévy (fuga en contrapunt), Jean-François Lesueur (compositie), Ferdinando Paër, Luigi Cherubini en Pierre Zimmermann. In 1839 won hij met zijn cantate Fernand de Prix de Rome en daarmee een drie jaar durende reis naar Rome, waar hij woonde in de Villa Medici. Hij bestudeerde er de muziek van de oude meesters, vooral Italiaanse kerkmuziek van Giovanni da Palestrina.

### Leven en werken
Na zijn terugkomst werd Gounod Maître de Chapelle en organist in de kerk van de Missions étrangères in Parijs. Hij wilde priester worden en studeerde van 1846 tot 1848 aan St. Sulpice en woonde vanaf 1847 in een klooster van de Karmelieten. In 1852 huwde hij met Anne Zimmermann, de dochter van zijn pianoleraar aan het conservatorium. Van 1852 tot 1860 was hij directeur van het L'Orphéon de la Ville de Paris, het grootste mannenkoor van Parijs. Van 1870 tot 1875 woonde hij in Londen, waar hij het koor Gounod's Choir oprichtte dat later de Royal Choral Society werd.
Gedurende zijn gehele carrière bewoog Gounod zich tussen kerkmuziek en wereldlijke werken. Daarvan getuigt een omvangrijk oeuvre: liederen (die hij romances of eenvoudigweg «mélodies» noemde), koralen, motetten, missen, oratoria, schouwspelmuziek en rond 20 toneelwerken (menig ervan uitsluitend als fragment bewaard). Iets minder omvangrijk is de lijst van zijn instrumentale werken, waartoe behoren het vroege orkestwerk Scherzo (1837), twee symfonieën (beide 1851), twee marsen, verschillende pianostukken en als laatste de belangrijke Petite symfonie voor harmonieorkest.

### De voortrekker van een Franse nationale stijl
De kerkmuziek van Gounod is vaak ten onrechte als imitatie van Palestrina's en Händels werken gezien. Inderdaad hadden de missen van Palestrina hem als bezoeker van de hoogmissen in de Sixtijnse Kapel enthousiast gemaakt en ze hebben hem zeker bepaalde ideeën ingegeven. Maar ook de latere wereldlijke werken werden door de muziekcritici - evenzeer ten onrechte - als epigonistische bijdragen in de stijl van Christoph Willibald Gluck, Gaspare Spontini en Robert Schumann beschouwd. Maar de kracht van Gounod was de bevrijding van de Franse muziek van de Italiaanse en Duitse invloeden en dat herkenden en waardeerden vooral patriottische kunstenaars zoals Camille Saint-Saëns, Paul Dukas, Claude Debussy en Maurice Ravel. Belangrijk is Gounods talent voor het lyrisch-sentimentele stemmingsschilderij, gedragen door een overvloed aan mooie, zingbare melodieën. Verbindend element is een elegante, meestal folkloreachtige stijl.
Het meest bekend is Gounod door zijn Ave Maria, een werkje dat oorspronkelijk Méditation sur 1er Prélude de Bach heette en dateert van 1852. Het is geschreven voor viool en piano (en/of orgel). De 'Prélude' waar het hier om gaat is Praeludium I in C groot uit Das Wohltemperierte Klavier Teil I van Johann Sebastian Bach. Gounod schreef tegen deze prelude een melodie. In 1859 voegde Gounod aan die melodie de woorden van het gebed Ave Maria toe. Het is liturgische muziek ingebed in een romantisch fluïdum, dat samensmelt met een sobere religiositeit.

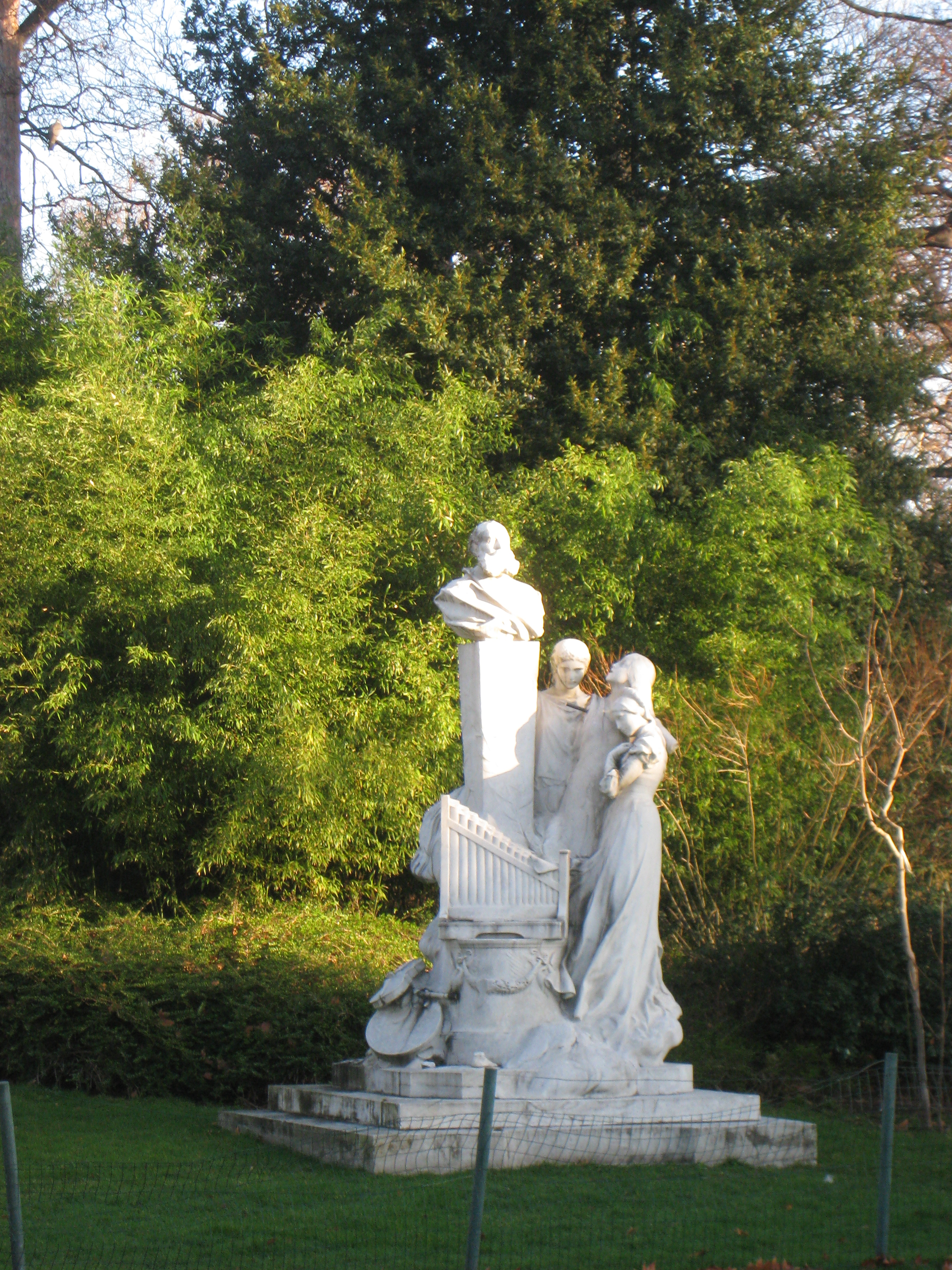
Het Parc Moreau met een monument voor Gounod door Antonin Mercié

### Onderscheidingen en laatste jaren
De grote inkomsten uit zijn gehele oeuvre maakten het Gounod mogelijk een normaal leven in zijn villa in Montretout te voeren, ook in zijn laatste jaren. Hij werd benoemd tot lid van de Parijse Academie en tot Commandeur in het Legioen van Eer en een foto van zijn staatsbegrafenis in oktober 1893 getuigt van de buitengewone verering voor de veelvoudig getalenteerde Maître.

## Composities

### Werken voor orkest
- 1837: Scherzo, voor orkest
- 1840: Marche militaire suisse
- 1851: 1ère Symphonie en ré majeur (Symfonie Nr. 1 in D groot)
- 1851: 2ème Symphonie en mi bémol (Symfonie Nr. 2 in Es-groot)
- 1865: Chant des Compagnons, voor orkest
- 1871: Saltarello, voor orkest
- 1872: Marche romaine, composee pour l'anniversaire du couronnement de Sa Sainteté Pie IX, voor orkest
- 1872-1879: Treurmars voor een marionet in d-klein
- 1878: Marche religieuse à grand orchestre
- 1882: Bruiloftmars Nr. 2 in A groot
- 1886: Fantaisie sur l'hymne national russe
- 1847/1887: Le rendez-vous - suite de valse en ré majeur

### Werken voor harmonieorkest
- 1885: Petite symphonie, voor harmonie
- 1893: Tempo di marcia "À la musique du 1l9ème de ligne et à son chef M. J. Gay", voor harmonieorkest

### Missen, oratoria, cantates en gewijde muziek

#### Missen
- 1839: Messe à Saint-Eustache
- 1841: Messe à Saint-Louis-des-Français à Rome
- 1843: Messe de Rome
- 1846: A son ami Gabriel de Vendeuvre - Messe brève voor twee tenoren en twee bassen
- 1846: Messe brève et salut in G groot (Messe Nr. 2 aux sociétés chorales), op.1
- 1853: Mis in c klein (Messe Nr. 1 aux Orphéonistes), voor drie mannenstemmen
- 1855: À la mémoire de J. Zimmermann, mon Père - Messe solennelle, voor solisten, gemengd koor, orkest en orgel
- 1855: Messe solennelle en l'honneur de Sainte-Cécile in G groot - suivie du psaume Laudate Dominum, voor solisten, gemengd koor en orgel
- 1870: Messe des Orphéonistes - 2me Messe pour les Sociétes chorales, voor 3 gelijke stemmen
- 1871: Messe brève en ut majeur (Messe Nr. 5 aux séminaires), voor driestemmig mannenkoor
- 1872-1873: Messe brève pour les morts in F groot (Requiem)
- 1873: Missa angeli custodes in C groot
- 1876: Messe de Sacré-Coeur de Jésus in C groot, voor gemengd koor en orkest
- 1882: Messe Nr. 3 aux communautés religieuses in G groot, voor drie gelijke stemmen en orgel
- 1883: Messe funèbre in F groot, voor 2 sopranen, tenor en bas
- 1883: Troisième Messe solennelle de Pâques en mi bémol, voor zang en orgel
- 1887: Messe à la mémoire de Jeanne d'Arc in F groot, voor solisten, gemengd koor en (groot) orgel
- 1888: Quatrième messe solennelle - Messe chorale sur l'intonation de la liturgie catholique, met orgel
- 1890: Messe Nr. 6 aux cathédrales in G groot
- 1890: Messe brève Nr. 7 aux chapelles in C groot, voor solisten, gemengd koor en orgel
- 1893: Messe de St-Jean, d'après le chant grégorien, voor 4 stemmen en orgel
- 1893: Messe dite de Clovis, d'après de chant grégorien in C groot, voor 4 stemmen en orgel
- 1893/1895: Requiem in C groot (voltooid door Henri Busser), voor solisten, vierstemmig koor en orgel

#### Oratoria, cantates en motetten
- 1839: Fernand, cantate voor drie stemmen (won de Prix de Rome)
- 1840-1842: Le Vallon, poëtische meditatie - tekst: A. de Lamartine
- 1856: Cantate (pour jeunes filles), - tekst: Turpin
- 1865: L'Ange et Tobie. klein oratorium - tekst: H. Lefèvre
- 1869: Le temple de l'harmonie, cantate
- 1870: À la frontière, cantate
- 1871: Gallia: Lamentation, motet voor sopraano solo, gemengd koor, orkest en orgel
- 1878: Jésus sur le lac de Tibériade, Bijbelse scène
- 1882: La rédemption, sacrale trilogie (oratorium)
- 1883: Christus factus est, Graduale feria quinta in coena Domini
- 1885: Mors et vita, sacrale trilogie

#### Andere kerkmuziek
- 1841: Te Deum
- 1843: À la Reine des apôtres - Chant pour le départ des Missionnaires
- 1852/1859: Ave Maria, voor sopraan solo, orgel, piano en orkest - naar Johann Sebastian Bach, Wohltemperiertes Klavier, 1 deel, 1e prelude in C groot
- 1853: Domine salvum
- 1854: 0 salutaris - Regina coeli
- 1855: Les sept Paroles du Christ sur la croix, voor gemengd koor
- 1856: Regina coeli - Laudate Dominum
- 1856: O Salutaris hostia (Nr. 1), voor sopraan solo, gemengd koor en orkest
- 1856: Jésus de Nazareth, chant évangélique - tekst: A. Porte
- 1856: O salutaris eternel, voor groot orkest en orgel
- 1856: Pater noster
- 1861: Près du fleuve étranger - psalm 137, voor gemengd koor - tekst: A. Quételard
- 1866: Noël, chant des religieuses, voor vrouwenstemmen, gemengd koor, piano en orgel - tekst: Jules Paul Barbier
- 1868: Cantique pour l'adoration du Saint-Sacrement
- 1869: Prière pour l'empereur et la famille impériale
- 1872: Hymne à Saint-Augustin, voor unisono koor en groot orgel - tekst: M. I'abbé Ribolet

### Muziektheater

#### Opera's
| Voltooid in                                 | titel                                   | aktes                                                      | première | libretto |
| ------------------------------------------- | --------------------------------------- | ---------------------------------------------------------- | --- | --- |
| 1851; 1858; 1884                            | Sapho                                   | 1e versie: 3 aktes; 2e versie: 2 aktes; 3e versie: 4 aktes | 1e versie: 16 april 1851, Parijs, Opéra Garnier; 2e versie: 26 juli 1858, Parijs, Opéra Garnier; 3e versie: 2 april 1884, Parijs, Opéra Garnier                                                                  | Guillaume Victor Émile Augier                                                                                                  |
| 1852-1854                                   | La Nonne sanglante (De bloedige non)    | 5 aktes                                                    | 18 oktober 1854, Parijs, Opéra Garnier | Eugène Scribe, Germain Delavigne, naar Matthew Gregory Lewis, "The Monk" 1796                                                  |
| 1853                                        | Le Songe d'Auguste                      | onvoltooid                                                 | | |
| 1856                                        | Ivan le terrible                        | onvoltooid                                                 | | Henri Trianon en François Hippolyte Leroy                                                                                      |
| 1856-1859; 1860-1861                        | Faust                                   | 5 aktes                                                    | 1e versie (met gesproken dialogen): 19 maart 1859, Parijs, Théâtre Lyrique; 2e versie (met ballet): 3 maart 1869, Parijs, Opéra Garnier (Salle de la rue Le Peletier)                                            | Jules Paul Barbier en Michel Florentin Carré, naar Carrés "drame fantastique" «Faust et Marguerite» (1850) en Goethes, "Faust" |
| 1857-1858                                   | Le Médecin malgré lui                   | 3 aktes                                                    | 15 januari 1858, Parijs, Théâtre Lyrique | Jules Paul Barbier en Michel Florentin Carré, naar de gelijknamige komedie van Molière                                         |
| 1859-1860                                   | Philémon et Baucis                      | 1e versie: 3 aktes; 2e versie: 2 aktes                     | 1e versie: 18 februari 1860, Parijs, Théâtre Lyrique; 2e versie: 16 mei 1876, Parijs, Opéra Comique | Jules Paul Barbier en Michel Florentin Carré, naar Jean de La Fontaine                                                         |
| 1860                                        | La Colombe                              | 2 aktes                                                    | 3 augustus 1860, Baden-Baden, Stadttheater | Jules Paul Barbier en Michel Florentin Carré, naar Jean de La Fontaine, «Le Faucon»                                            |
| 1861; 1862                                  | La Reine de Saba (De Koningin van Saba) | 1e versie: 4 aktes; 2e versie: 5 aktes                     | 1e versie: 28 februari 1862, Parijs, Opéra Ganier; 2e versie: 5 december 1862, Brussel, Koninklijke Muntschouwburg                                                                                               | Jules Paul Barbier en Michel Florentin Carré, naar «Les Nuits du Ramazan» uit «Voyage en Orient» van Gérard de Nerval          |
| 1863-1864                                   | Mireille                                | 1e versie: 5 aktes; 2e versie: 4 aktes; 3e versie: 3 aktes | 1e versie: 19 maart 1864, Parijs, Théâtre Lyrique; 2e versie: 5 juli 1864, Londen, Covent Garden; 3e versie: 15 december 1864, Parijs, Théâtre Lyrique                                                           | Michel Florentin Carré, naar Mistral, «Mirèio. Pouèmo prouvençau»                                                              |
| 1865-1867; 2e versie: 1872; 3e versie: 1888 | Roméo et Juliette                       | 5 aktes                                                    | 1e versie: 27 april 1867, Parijs, Théâtre Lyrique (ter gelegenheid van de Wereldtentoonstelling van 1867); 2e versie: 20 januari 1873, Parijs, Opéra Comique; 3e versie: 28 november 1888, Parijs, Opéra Garnier | Jules Paul Barbier en Michel Florentin Carré, naar Shakespeare                                                                 |
| 1869-1878                                   | Polyeucte                               | 5 aktes                                                    | 7 oktober 1878, Parijs, Opéra Garnier | Jules Paul Barbier en Michel Florentin Carré, naar Corneille, «Polyeucte»                                                      |
| 1873                                        | George Dandin                           | onvoltooid                                                 | | Molière |
| 1876-1877                                   | Cinq-Mars                               | 1e versie: 4 aktes; 2e versie: 5 aktes                     | 1e versie: 5 april 1877, Parijs, Opéra-Comique (Salle Favart); 2e versie: 1 december 1877, Lyon, Grand Théâtre                                                                                                   | Paul Poirson en Louis Gallet, naar Alfred de Vigny, «Cinq-Mars»                                                                |
| 1877                                        | Maître Pierre                           | onvoltooid                                                 | | Gallet, naar het verhaal van Petrus Abaelardus en Heloïse                                                                      |
| 1878-1881                                   | Le Tribut de Zamora                     | 4 aktes                                                    | 1 april 1881, Parijs, Opéra Garnier | Adolphe Philippe d'Ennery, eigenlijk Adolphe Philippe en Jules Brésil                                                          |

#### Toneelmuziek
- 1852: Ulisse - tekst: M. Ponsard
- 1857: Le bourgeois gentilhomme - tekst: Molière
- 1872: Les deux reines - tekst: Ernest Legouvé
- 1873: Jeanne d'Arc - tekst: Jules Paul Barbier
- 1893: Drames sacrés - tekst: Armand Sylvestre en Eugène Morand

### Werken voor koren
- 1852-1858: Quatre grands choeurs, voor gemengd koor en orkest
- 1860: Dans cette étable, pastorale op een kerstlied uit de 18e eeuw voor gemengd koor en orkest

### Vocale muziek
- 1855: Sérénade, voor zangstem en piano (of: orgel) - tekst: Victor Hugo
- 1855: Les Châteaux en Espagne, duo voor tenor en bariton - tekst: Pierre Véron
- 1860: La Jeune fille et la Fauvette, mélodie - tekst: La Chauvinière
- 1869: Vingt mélodies, voor zangstem en piano
- 1875: Mon amour a mon coeur, mélodie, - tekst: Jules Paul Barbier

### Kamermuziek
- 1864: Hymne à Sainte-Cécile, trio voor viool, orgel en piano
- 1882: Bruiloftmars Nr. 1 in C groot, voor 3 trombones en orgel
- 1895: Strijkkwartet Nr. 3 in a klein

### Werken voor orgel
- 1858: Communion pour orgue
- 1871: La Melodia, romance
- 1873: Offertorium
- 1877: Cinq-Mars - Marche religieuse, voor groot orgel en harp

### Werken voor piano
- 1854: Valse
- 1860: Valse caractéristique
- 1861: Musette - Les Pifferari. impromptu voor piano
- 1863: Royal-Menuet
- 1864: Le Bal d'enfants
- 1864: Georgina
- 1873: La Veneziana
- 1877-1885 La fête de Jupiter, grote processiemars

## Geluidsfragment
- Het Ave Maria op cello door John Michel

## Publicaties
- Composers as conductors/composers have the opportunity to conduct performances of their works everywhere but in France, Opera Quarterly: 12:8-17 N4 1996